# Brühlova terasa

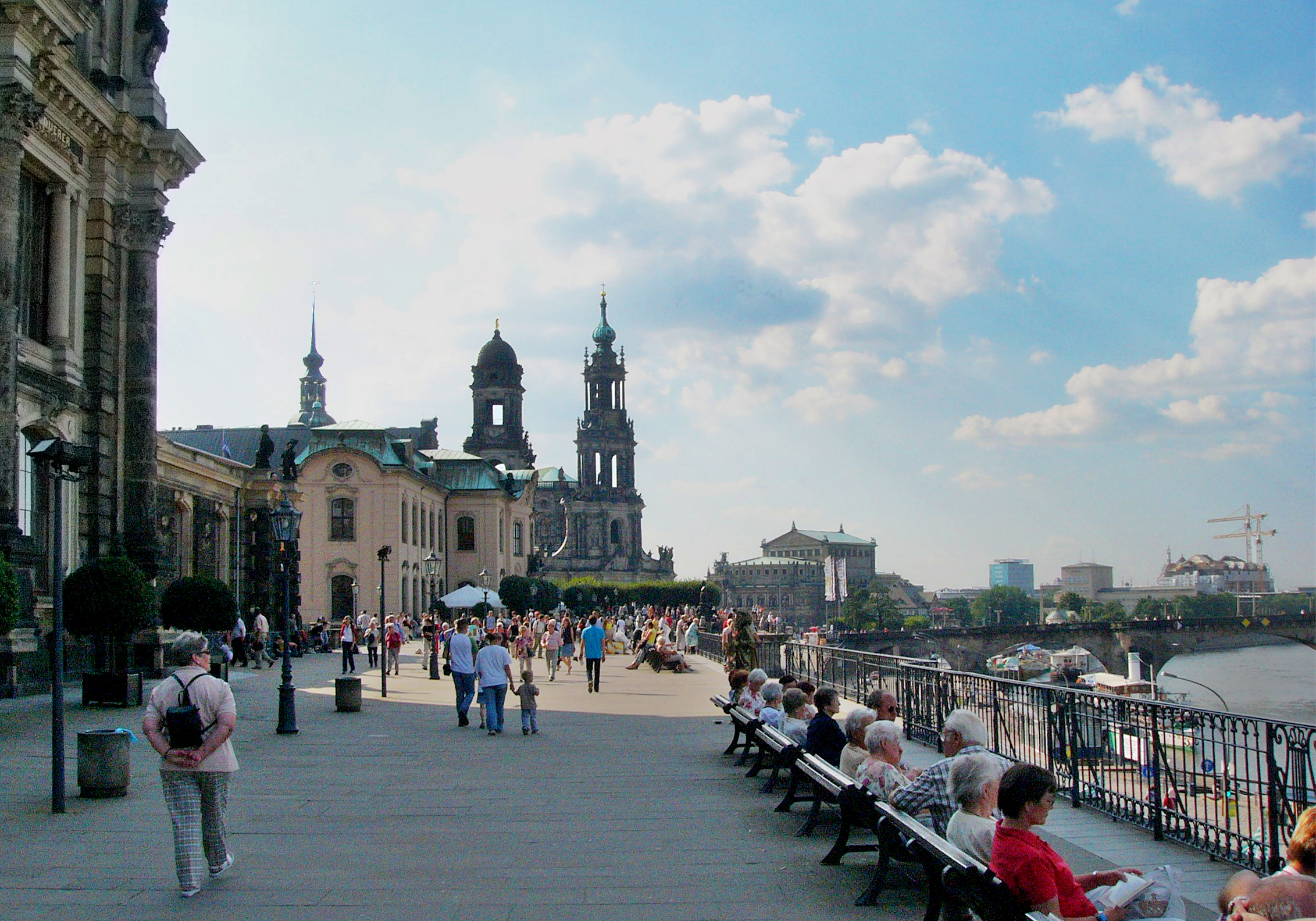
Pohled z Brühlovy terasy směrem ke katedrále Hofkirche

Brühlova terasa (Brühlsche Terrasse) je historický architektonický celek v německých Drážďanech.

## Situace
Terasa, přezdívaná „Balkón Evropy“, se rozkládá vysoko nad nábřežím řeky Labe mezi dvěma mosty Augustovým (Augustusbrücke) a Karoliným (Carolabrücke). Leží severně od nedávno přestavěného náměstí Neumarkt a obnoveného kostela Frauenkirche.

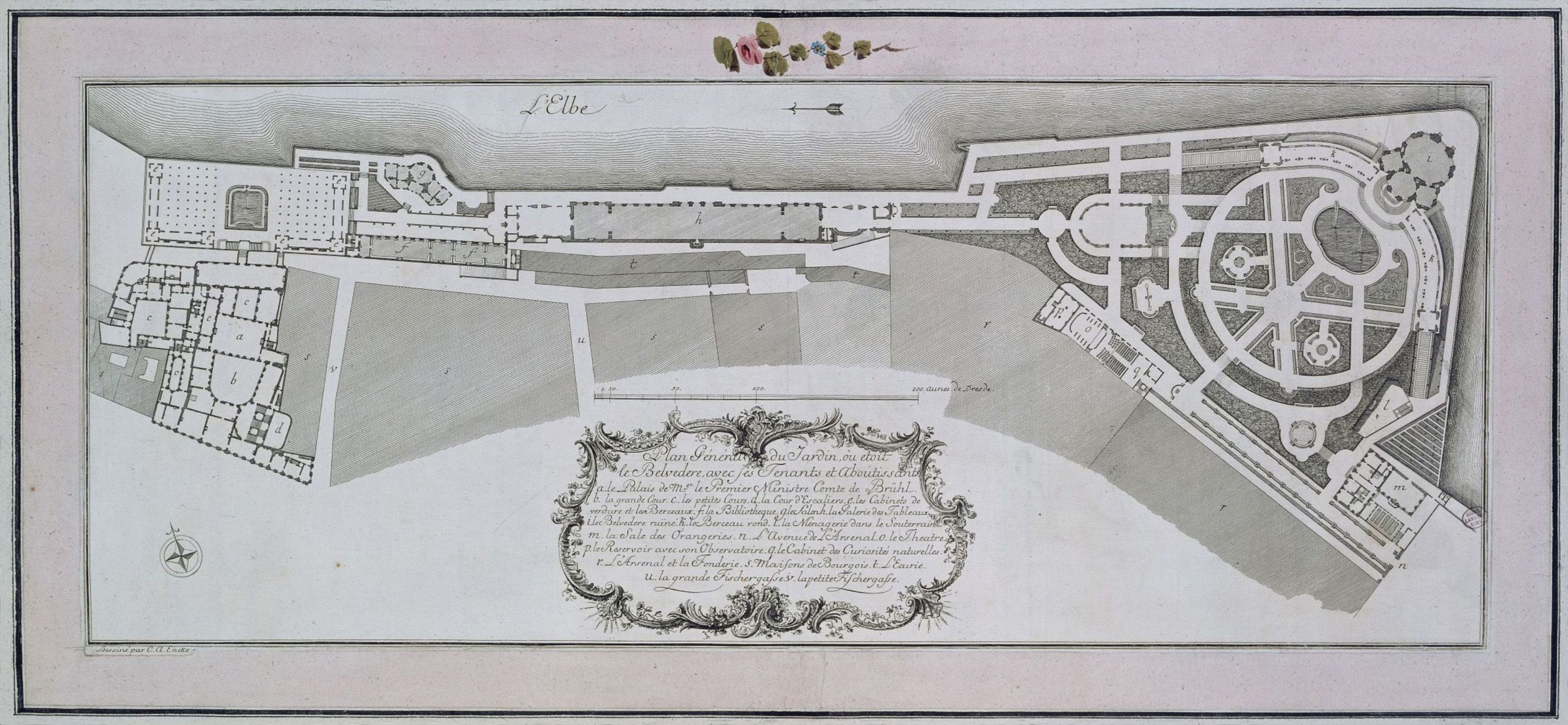
Půdorysný plán Brühlovy terasy z roku 1761

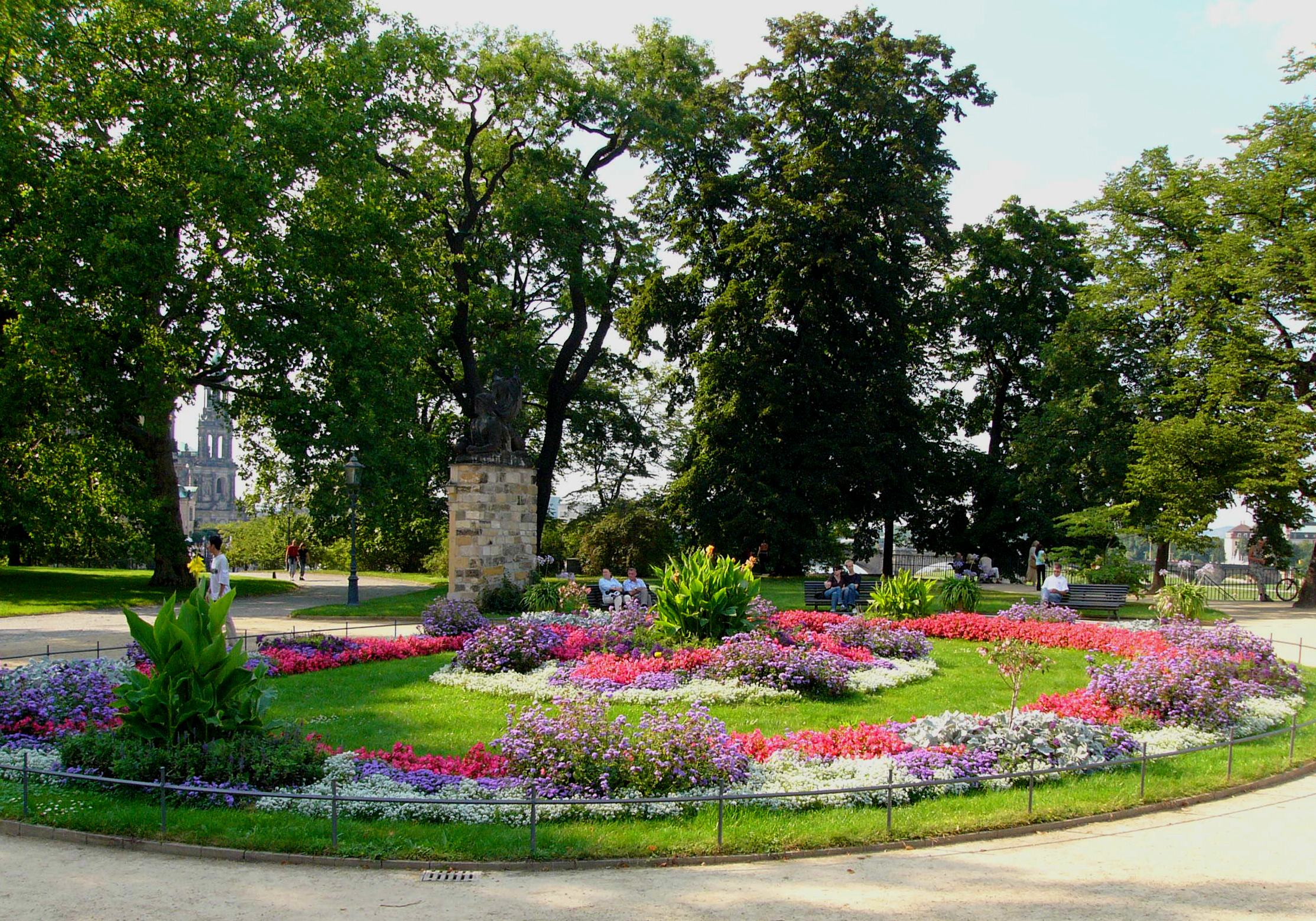
Poslední dochovaná partie Brühlovy zahrady

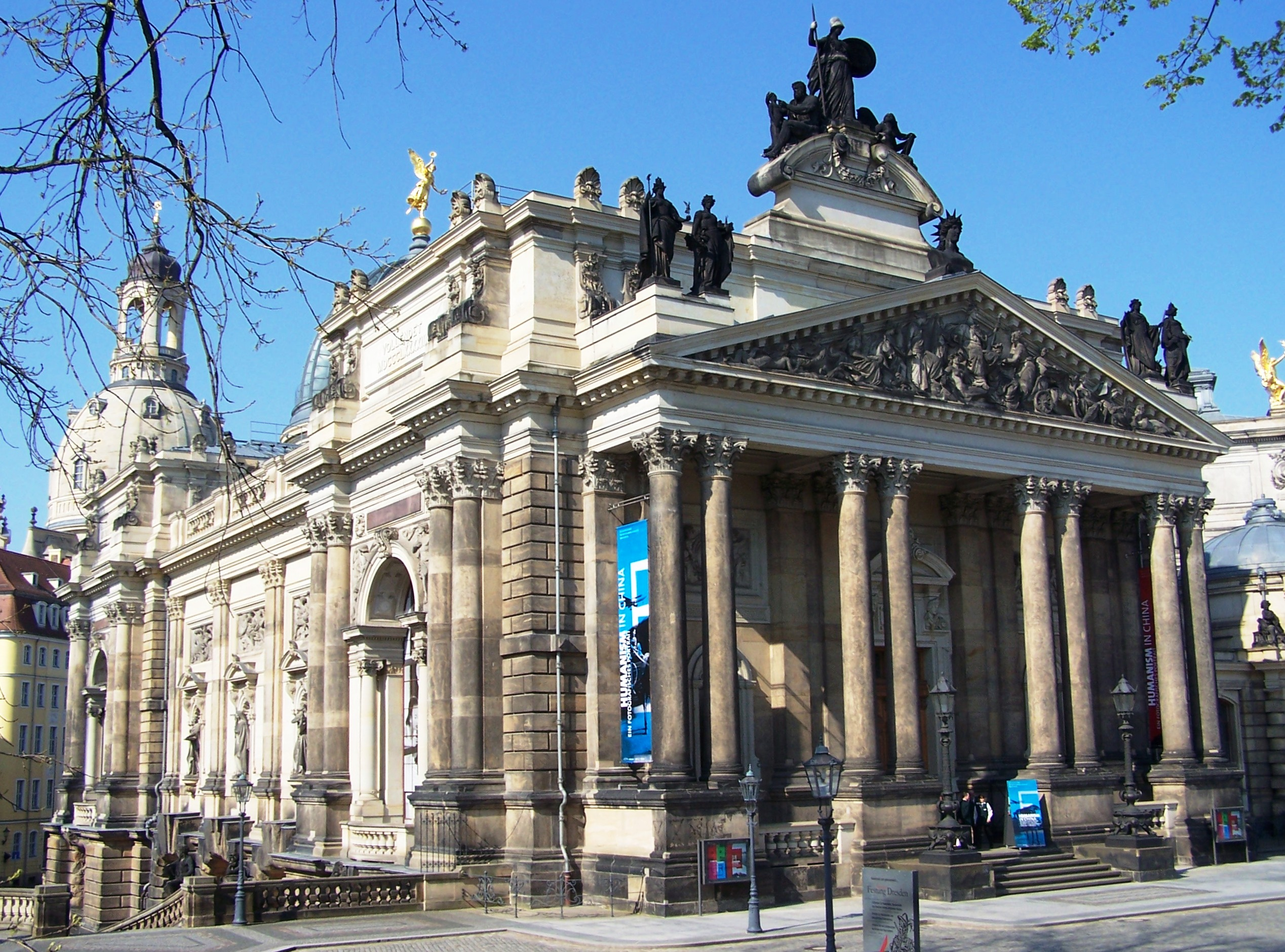
Akademie výtvarných umění a Kunsthalle

## Historie
V polovině 16. století zde byla postavena část opevnění města Drážďan, složená ze zbrojnice, postavené v letech 1659-1663, (Albertinum) a kasemat, jež se dosud dochovaly. Kromě zbrojních skladů a strážnice v nich byla dvorní slévárna zbraní a zvonů saských kurfiřtů, kterou v polovině 16. století založil Martin Hillger a po něm ji vedli jeho syn Hans Hillger a vnuk Hans Wilhelm Hillger.
V roce 1739 kasemata koupil dvorský úředník a později ministr polského krále Augusta III., hrabě Heinrich von Brühl. Na jeho objednávku architekt Johann Christoph Knöffel navrhl a během následujícího desetiletí postavil přes kasematy soubor architektonicky pozoruhodných staveb (galerie, Brühlův palác, Belveder, knihovna a zahrada s pavilónem), jež byly s obdivem nazývány Brühlské nádhery (německyBrühlische Herrlichkeiten). Po bitvě národů u Lipska připadly stavby roku 1814 generálovi ruské armády Nikolaji Grigorjevič Repninovi Volkonskému. Na jeho příkaz vybudoval architekt Gottlob Friedrich Thormeyer k terasám z nábřeží široké schodiště a zpřístupnil je veřejnosti.
Budova paláce byla roku 1896 pobořena a nahrazena novostavbou soudu. Budova galerie byla v letech 1885-1894 zcela přestavěna v novorenesančním stylu pro Akademii výtvarných umění (architekt C. Lipsius)., v současnosti slouží také jako Kunsthalle. Ve zbylé části zahrady je mimo jiné kašna s plastikami delfínů a pomník sochaře Ernsta Rietschela
Za druhé světové války byla kasemata užívána jako protiletecký kryt a během náletů Spojenců terasy pobořeny. Teprve během 60.-70. let byla architektura zcela obnovena.